# Cynorkis frappieri
Cynorkis frappieri är en orkidéart som beskrevs av Rudolf Schlechter. Cynorkis frappieri ingår i släktet Cynorkis, och familjen orkidéer.
Artens utbredningsområde är Réunion. Inga underarter finns listade i Catalogue of Life.